# معماری شهر (کتاب)
معماری شهر (به ایتالیایی: L'architettura della città) یکی از کتاب‌های اثرگذار در حوزه نظریه طراحی شهری است که توسط آلدو روسی در سال ۱۹۶۶ نوشته شده. این کتاب نشان از گذار از دکترین شهرسازی مدرنیستی به کشف دوباره شهر اروپایی سنتی دارد.